# 福王寺貴之
福王寺 貴之（ふくおうじ たかゆき、1960年（昭和35年）8月21日 - ）は日本テレビ放送網メディア戦略局専任局長静岡第一テレビ現職出向(常務取締役(技術担当)兼DIプロ社長)。技術統括局制作技術センターの報道技術部長、経理局次長兼資産管理部長兼内部統制推進事務局長、人事局出向局次長日本テレビアート現職出向(代表取締役社長)を経て2019年6月1日付で現職。上智大学理工学部卒。
現職前はテクニカルマネージャーとして数多くの番組を担当していた。

## 主な担当番組
- 1億人の大質問!?笑ってコラえて!
- 伊東家の食卓
- 歌スタ!!
- 太田光の私が総理大臣になったら…秘書田中。
- おしゃれイズム
- カミングダウト
- 金のA様×銀のA様
- クイズ発見バラエティー イッテQ!
- 恋のから騒ぎ
- サルヂエ
- シャル・ウィ・ダンス?
- 全国高等学校クイズ選手権
- 世界一受けたい授業
- 鶴の間
- 天才!志村どうぶつ園
- 新春スポーツスペシャル箱根駅伝
- 24時間テレビ 「愛は地球を救う」
- 爆笑問題の比較Qイズ!!
- プリティガレッジ
- 遊ワク☆遊ビバ!
- ブラックワイドショー